# Національне агентство України з питань державної служби
Національне агентство України з питань державної служби (НАДС) є центральним органом виконавчої влади, що забезпечує формування та реалізує державну політику у сфері державної служби, забезпечує функціональне управління державною службою в державних органах. Голова — Наталія Алюшина
Утворене Указом Президента України №769 від 18 липня 2011 року шляхом реорганізації Головного управління державної служби України (створене 02 квітня 1994 р.).
Постановою Кабінету Міністрів України №316 від 07 квітня 2023 року оптимізовано територіальні органи НАДС та утворено Центральне, Південно-Східне та Західне міжрегіональні управління НАДС. 

## Місія
Місія НАДС — розвиток професійної, ефективної, стабільної, політично неупередженої державної служби, що відповідає принципам належного врядування та стандартам і кращим практикам держав-членів ЄС. 
Діяльність Агентства ґрунтується на принципах верховенства права, забезпечення дотримання прав і свобод людини і громадянина, законності,  відкритості та прозорості, відповідальності.
У своїй роботі НАДС керується Конституцією, Законами України, Указами Президента України та Постановами Верховної Ради України, актами Кабінету Міністрів України, іншими нормативно-правовими актами. Основними є:
- Закон України «Про державну службу»;
- Постанова Кабінету Міністрів України від 01 жовтня 2014 року № 500 «Про затвердження Положення про Національне агентство України з питань державної служби».

## Головні завдання
- забезпечення формування і реалізація державної політики у сфері державної служби та з питань управління персоналом у державних органах;
- участь у формуванні державної політики у сфері служби в органах місцевого самоврядування;
- здійснення функціонального управління державною службою.

## Внутрішня структура
НАДС складається з таких структурних підрозділів:
- Генеральні департаменти з питань:
  - управління персоналом на державній службі та в органах місцевого самоврядування
  - політики оплати праці та функціонального розвитку державної служби
  - професійного розвитку державних службовців та посадових осіб місцевого самоврядування
  - цифровізації у сфері державної служби
- Департамент нормативно-правової роботи та юридичного забезпечення
- Управління:
  - фінансів та бухгалтерського обліку
  - розміщення та виконання державного замовлення на професійне навчання
  - документообігу та адміністративно-ресурсного забезпечення
  - контролю за реалізацією права на державну службу
  - забезпечення діяльності Комісії з питань вищого корпусу державної служби
  - з питань персоналу
- Відділ стратегічного планування та аналітичного забезпечення
- Сектори:
  - з питань захисту інформації
  - інформаційного забезпечення та взаємодії з громадськістю
  - з внутрішнього аудиту
  - з питань запобігання та виявлення корупції
  - публічних закупівель
- Головні спеціалісти:
  - з питань мобілізаційної роботи
  - з режимно-секретної роботи
  - зі взаємодії з територіальними органами Агентства
- Міжрегіональні управління:
  - Центральне
  - Південно-Східне
  - Західне
- Центр адаптації державної служби до стандартів Європейського Союзу
- Вища школа публічного управління

## Пріоритети НАДС на 2025 рік[5]
- Впровадження реформи системи оплати праці держслужбовців на основі класифікації посад відповідно до принципів державного управління, викладених у програмі ОЕСР, SIGMA.
- Вдосконалення законодавства з питань класифікації посад держслужби.
- Розроблення умов оплати праці на основі класифікації посад на 2026-й.
- Підключення нових абонентів до інформаційної системи HRMIS.
- Актуалізація нормативно-правового забезпечення професійного навчання.
- Впровадження оцінювання стану системи професійного навчання на основі моніторингових досліджень, що проводяться за визначеними показниками (управлінськими індикаторами).
- Напрацювання законодавства щодо відновлення та удосконалення порядку конкурсної процедури.
- Впровадження цінностей безбар’єрного середовища, залучення ветеранів та ветеранок на публічну службу.
- Проведення інформаційно-роз’яснювальної кампанії щодо впровадження ЗУ № 3077 «Про службу в ОМС».